# Tejuwazu
Tejuwazu (Teyuwasu barbarenai) – archozaur z kladu Dinosauriformes żyjący w późnym triasie (karnik) na terenach dzisiejszej Ameryki Południowej. Znany materiał kopalny to tylko holotyp – prawa kość udowa oznaczona BSPG AS XXV 53 o długości 27,6 cm i kość piszczelowa BSPG AS XXV 54 o długości 26,4 cm; skamieniałości te odkryto w osadach formacji Santa Maria. Teyuwasu znaczy "wielki jaszczur" (z języka Tupi). Nie wiadomo nic pewnego na temat wielkości i wyglądu tego archozaura; zachowane kości sugerują, że był on większy i mocniej zbudowany od niektórych z najwcześniejszych znanych dinozaurów. Jego kość piszczelowa była wyraźnie dłuższa od znanych kości piszczelowych saturnalii i eoraptora (ok. 15 cm długości) i nieco dłuższa od kości piszczelowej staurikozaura (24,6 cm), była natomiast krótsza od niektórych znanych kości piszczelowych herrerazaura.
Skamieniałości Teyuwasu jako pierwszy opisał Friedrich von Huene w 1938 roku, który uznał je za skamieniałości archozaura z grupy Pseudosuchia Hoplitosuchus raui. Edio-Ernst Kischlat (1999) uznał je jednak za kości nowego gatunku dinozaura. Późniejsi autorzy generalnie uznają T. barbarenai za nomen dubium i ograniczają się tylko do sklasyfikowania go jako możliwego przedstawiciela Saurischia lub Dinosauria. Fernando Emilio Novas (2009) podkreślił, że Kischlat nie wskazał żadnych autapomorfii T. barbarenai; stwierdził też, że można go co najwyżej sklasyfikować jako możliwego przedstawiciela dinozaurów, czy nawet ostrożniej – jako możliwego przedstawiciela kladu Dinosauriformes. Także Martín D. Ezcurra (2012) nie był w stanie bezspornie wskazać żadnych autapomorfii T. barbarenai ani charakterystycznej dla niego kombinacji cech budowy kości; dodatkowo podkreślił, że znane kości Teyuwasu zachowały się w złym stanie, co utrudnia stwierdzenie, co jest faktyczną cechą ich budowy, a co tylko rezultatem uszkodzeń. Ostatecznie także i on uznał ten gatunek za nomen dubium. Nie mógł też potwierdzić przynależności Teyuwasu do dinozaurów; stwierdził natomiast, że na podstawie budowy jego kości można z dużą pewnością zaliczyć T. barbarenai do większego kladu Dinosauriformes.
Garcia, Müller i Dias-da-Silva (2019) stwierdzili, że Teyuwasu różni się budową kości udowej i piszczelowej od wszystkich znanych współczesnych mu przedstawicieli Dinosauriformes poza staurikozaurem. W ocenie tych autorów przedstawiona przez Kischlata diagnoza Teyuwasu nie wskazuje żadnych różnic pomiędzy Teyuwasu a staurikozaurem; sami Garcia, Müller i Dias-da-Silva nie znaleźli też żadnych niebudzących wątpliwości różnic między tymi taksonami, stwierdzili natomiast występowanie u obu tych zwierząt pięciu charakterystycznych cech budowy kości udowej i piszczelowej, które nie występują u żadnego innego żyjącego współcześnie z Teyuwasu i staurikozaurem przedstawiciela Dinosauriformes. Skamieniałości okazów holotypowych T. barbarenai i Staurikosaurus pricei są kośćmi zwierząt o zbliżonych rozmiarach; oba okazy odkryto w osadach ogniwa Alemoa, na położonych w niewielkiej odległości stanowiskach. Mając to wszystko na względzie Garcia, Müller i Dias-da-Silva uznali Teyuwasu barbarenai za młodszy synonim Staurikosaurus pricei.